# Аньково (Ивановская область)
Анько́во — село в Ильинском муниципальном районе Ивановской области России.
Административный центр Аньковского сельского муниципального поселения.

## География
Аньково расположено на трассе Р152 Ростов — Иваново — Нижний Новгород. Расстояние по автотрассе до областного центра — города Иваново составляет 73 км, до районного центра — посёлка Ильинское-Хованское 11 км.

## Население
| 1859 | 1897  | 1905  | 1959  | 2010  |
| ---- | ----- | ----- | ----- | ----- |
| 1146 | ↗1481 | ↘1135 | ↗1738 | ↘1345 |

## История
Документально Аньково известно как большое торговое село с XVII столетия.
Согласно историческим документам первой половины XIX века, жители села Аньково — крепостные крестьяне, принадлежавшие генерал-адъютанту Николаю Сипягину — герою Наполеоновских войн.
По сведениям Центрального статистического комитета, опубликованным в Списках населённых мест Владимирской губернии 1859 года, под № 6381 значится: «Юрьевского уезда 2 стана — Аньково, село владельческое, при пруде; число дворов 213; общее число жителей: 1146 чел., в том числе муж. пола — 528, жен. пола — 618. Церквей православных 2, ярмарок 4, базар 1».
При советской власти, в 1918 году, был создан Аньковский сельсовет Тейковского района Ивановской области. В 1935 году сельсовет был присоединён к Ильинскому району. Затем — 7 марта 1946 года организован Аньковский район (в составе 11 сельсоветов), но 8 апреля 1960 года, в связи с укрупнением районов Ивановской области, Аньковский район был упразднён, с присоединением его территории и его населения к Ильинскому району (райцентр — село Ильинское-Хованское).

## Православная церковь
В 1699 году в Анькове был построен каменный (кирпичный) храм во имя Троицы Живоначальной как летний храм прихода. Рядом с колокольней, входившей в комплекс пятиглавого здания Троицкого храма, — тёплый храм Казанской иконы Божией Матери (не действовавший с 1870-х годов); вверху второй престол — Владимирской иконы Божией Матери (1830). В существовавшем приходе Троицкого храма (конец XIX века) одно село — Аньково (237 дворов), деревни: Негодяиха, Дягилево, Сатырево, Чебыково, Перлевка, Кривцово и сельцо Билюково.
Церковь была закрыта безбожной властью в 1930-е годы. Позднее, в 1950-е годы, она была разрушена (в колокольне был устроен водонапорный бак). Теперь на месте, где находилась церковь, поставлен памятный крест.

## Люди, связанные с селом
- Благонравов, Анатолий Аркадьевич (1894—1975) — уроженец села, инженер-конструктор, дважды Герой Социалистического Труда[15][16]
- Ланцев, Михаил Васильевич (род. 07.04.1978) — уроженец села, российский военнослужащий, Герой Российской Федерации (2000).
- Лещёв, Юрий Иванович (1942—2019) — уроженец села, мастер спорта международного класса, чемпион СССР по боксу (1966)[17].
- Нечаев, Вячеслав Филиппович(1917—1948) — гвардии капитан ВВС СССР, Герой Советского Союза[18].
- Орлов Николай Алексеевич (1874—1942) — уроженец села, медик-хирург[19][20]
- Евланов, Александр Васильевич (1949—2016) — житель села Аньково с 1998 года, художник-монументалист, живописец-пейзажист.